# Légion des démocrates allemands
La Légion démocratique allemande était une unité de volontaires formés sous la direction du poète socialiste Georg Herweg et composée d'exilés allemands à Paris qui marchèrent, au début de la révolution allemande de 1848-1849, jusqu'au Grand-Duché de Bade pour soutenir le soulèvement contre le gouvernement. Les troupes de Württemberg l'ont vaincue et anéantie, lors de la bataille à Dossenbach.

## Histoire
Adelbert von Bornstedt, un ancien officier prussien réfugié politique à Paris, était éditeur d'un journal en allemand. Il a fondé une « Société démocratique allemande », dont le président était le poète souabe Georg Herwegh. Cette association a décidé de mettre en place un corps de volontaires pour soutenir la révolution dans les États allemands. Elle avait en particulier pour but d'aider l'insurrection républicaine de Friedrich Hecker et Gustav Struve en Allemagne avant de se porter au secours des Polonais opprimés.
La Légion a bénéficié des réseaux d'expatriés allemands réunis par la publication dès 1843 de La correspondance française rédigée par les frères Bôrnstein dans un appartement du premier étage d'un immeuble d'angle, rue des Petits-Champs. Dans les mêmes bureaux, les deux frères créent quelques mois plus tard, en janvier 1844, le bihebdomadaire culturel et politique Vorwärts (1844). En 1844, d'après les publications des deux frères, on dénombre 80 000 allemands à Paris, dont beaucoup dans le quartier de la Rue Montorgueil et un grand nombre d'artisans et ouvriers. 
Dans une note communiquée à la presse, les promoteurs du recrutement évaluaient leurs forces à l'échelle nationale: l000 démocrates allemands venus de Metz, Colmar, Nancy et Bâle; une légion de 5 000 hommes, formée à Biel, sous le commandement des citoyens Schuller et Doffner, tous deux aides de camp du général Ochsenbein, la légion de Paris de 2000 hommes, plus les légions de Lyon, Marseille, Bordeaux et au total 12 000 combattants, qu'ils espéraient réunir avant peu sur les bords du Rhin.

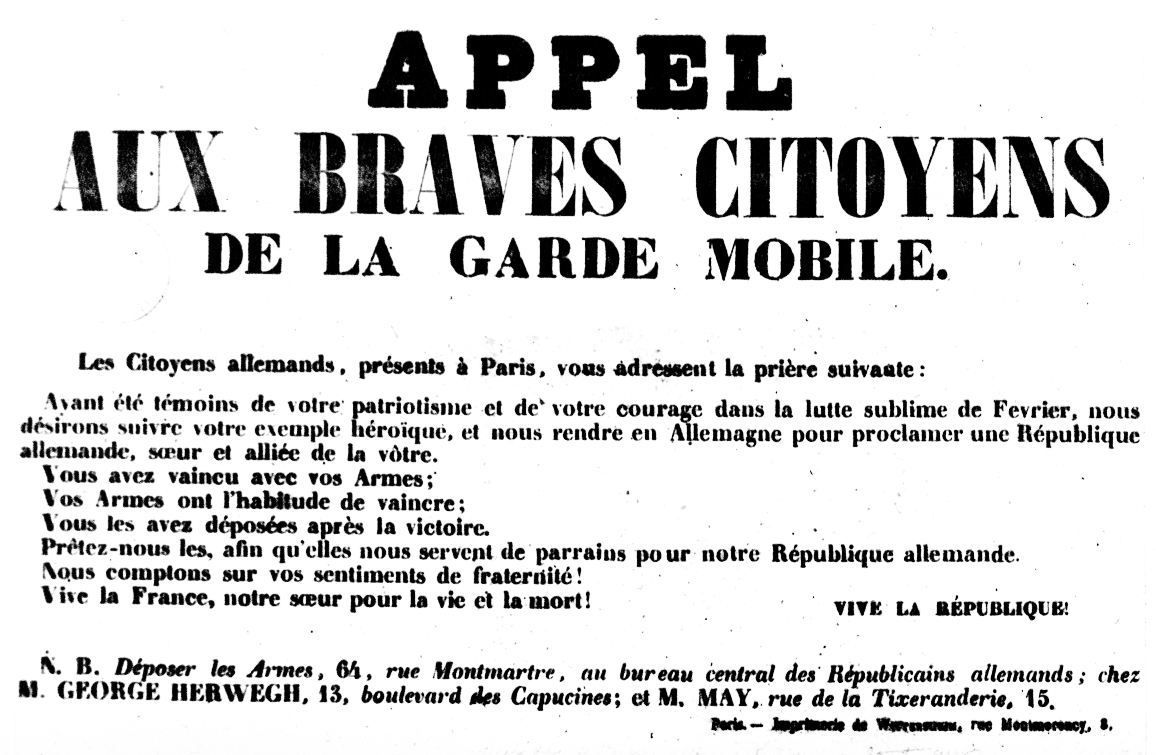
Un appel à la Garde mobile à Paris.

L'entreprise est comparable à celle de la légion belge. Soutenue par Ney de la Moskowa et Bakounine mais vivement critiquée par Marx et Engelselle a bénéficié de l'aide du gouvernement français de Lamartine, qui souhaitait au passage se débarrasser ainsi d'une source potentielle de désordre.
Dans les chambres des députés en Europe, la création de cette légion a provoqué des débats animés. Heinrich von Gagern fit part à la deuxième Chambre des États de la Hesse des intentions républicaines des colonnes allemandes, réclamant un vote de confiance, « afin de résister à un système de violence qui aurait pour but d'imposer par la force un nouvel ordre de choses ». Il reprochait à la France de permettre des rassemblements qui pourraient compromettre les relations internationales, et il annonçait les démarches des ambassadeurs des puissances allemandes auprès de Lamartine. À la Diète de Berlin, le 4 avril, on applaudit le passage d'un discours de M. Devinck, qui s'élevai avec énergie contre « l'expédition d'Allemands venus de France pour démoraliser l'Allemagne ».
Les légionnaires veulent surtout toucher l'opinion publique allemande : « Frères, dans notre belle patrie, accueillez en amis les exilés qui approchent, car jamais nous n'avons eu l'intention de rentrer en ennemis sur le sol natal. Loin de nous l'idée de vous imposer la liberté, de limiter votre volonté ou d'attaquer votre propriété », affirme une proclamation signée, au nom de la légion, par Georg Herwegh et Heinrich Börnstein.

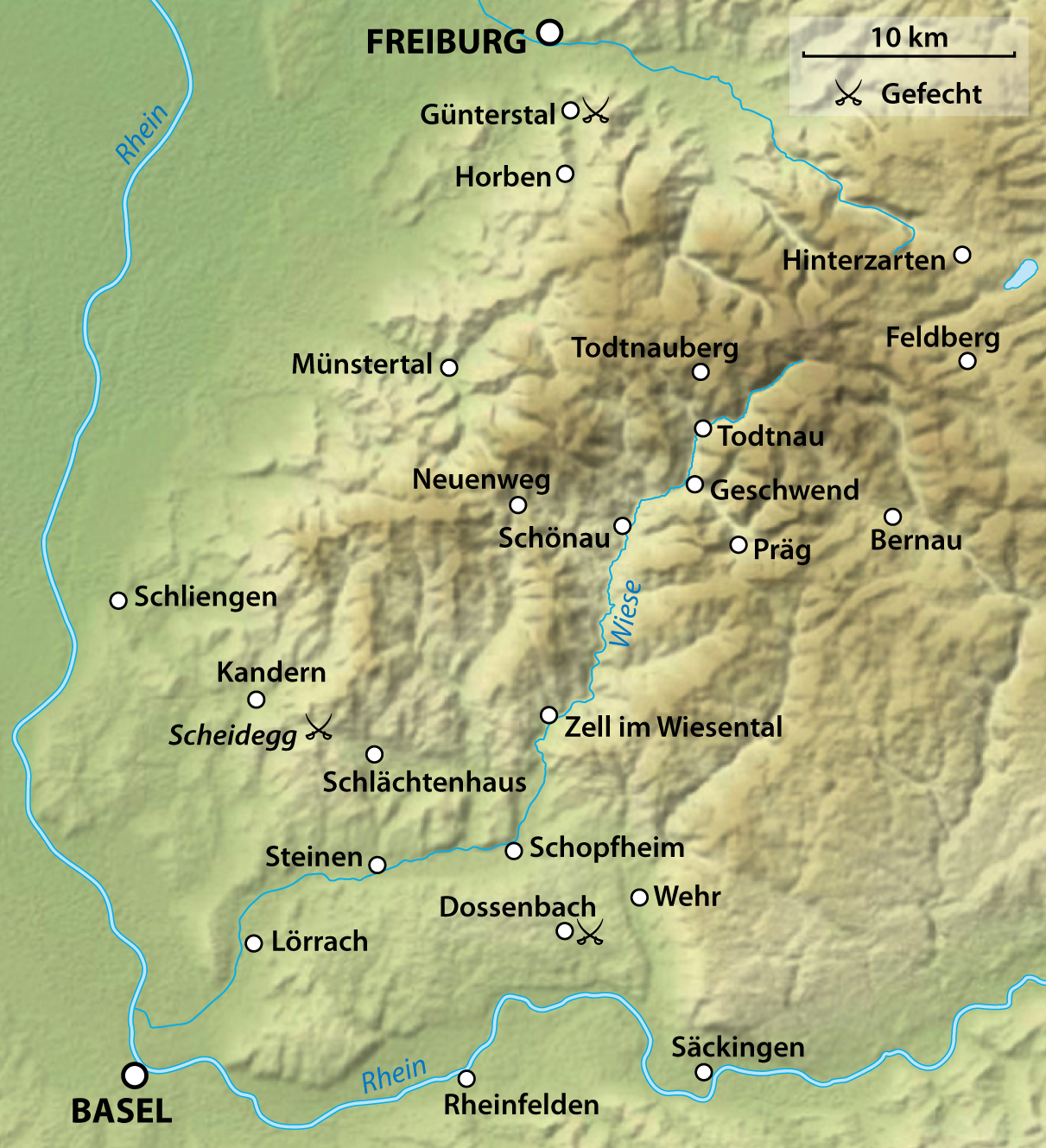
Carte des villes concernées par la marche

La partie parisienne de la Légion comprenait environ 800 à 1 000 hommes, répartis en quatre bataillons et bénéficiant de l'encadrement bénévole d'anciens officiers prussiens comme Otto von Corvin-Wiersbitzki et Maurice-Guillaume de Loewenfels. L'appel de la "Société démocratique allemande" aux citoyens de la garde mobile à Paris, via des pancartes et bannières, pour donner leurs armes ne fut cependant pas entendu et les légionnaires se retrouvèrent sans beaucoup d'armes: seulement 250 fusils et 50 pistolets. Dirigés par un comité de sept personnes, ils prirent, à pied, la route de Strasbourg, en espérant en récupérer sur leur passage.
Le 24 mars 1848, ils défilaient à Strasbourg, où des reportages font état de la prudence des troupes allemandes. Emma Sigmund (1817-1904)2, la fille d'un riche drapier juif de Berlin et femme d'Herwegh fit le voyage en éclaireur à Baden, pour négocier avec des dirigeants du soulèvement badois. Mais Friedrich Hecker montra peu d'enthousiasme pour cet appoint, même s'il promit d'informer quand et où la Légion devrait s'unir avec ses partisans.
La Légion a franchi le Rhin à Kembs, dans la nuit du 23 au 24 avril, puis est allée à Kandern. De là, après un court repos, elle s'est déplacée à Wieden. Les légionnaires se sont vite rendu compte qu'ils devraient se débrouiller seuls et n'avaient aucune chance de victoire et certains ont essayé de fuir en Suisse. Après plusieurs jours, la Légion a rencontré le 27 avril 1848 à Schopfheim des troupes de l'armée Wurtemberg, le 6e régiment d'infanterie, commandé par le capitaine Franz Lipp. Dans Dossenbach, les troupes régulières ont défait la Légion, tuant 30 légionnaires tandis que 300 étaient capturés, parmi lesquels leur chef Adelbert von Bornstedt. Georg Herwegh a pu s'enfuir avec sa femme en Suisse, épisode qui a suscité de nombreux dessins animés des chansons satiriques. Emma Herwegh prit la plume pour écrire une "Histoire de la Légion des démocrates allemands à Paris", signée « une femme coupable de haute trahison », à destination des ex-légiononaires, dont une bonne partie ont ensuite nourri l'émigration allemande en Amérique, comme Heinrich Börnstein et Karl Börnstein.